# Guichard IV van Beaujeu
Guichard IV van Beaujeu (1160 - 27 september 1216) was heer van Beaujeu in het hertogdom Bourgondië.
Guichard IV was de zoon van Humbert IV (1142 - 1189) en Agnès van Montpensier en de kleinzoon van Guichard III van Beaujeu (1120 - 1192). Hij volgde zijn grootvader op als heer van Beaujeu. Hij nam de wapens op tegen Renaud II van Forez toen die in 1193 aartsbisschop van Lyon werd. De strijd ging om de controle over de machtige Abdij van Savigny en om de bezittingen van de heren van Beaujeu in het graafschap Forez. Tijdens deze strijd verloor Guichard de meeste van deze bezittingen.
Guichard zocht toenadering tot de hertog van Bourgondië en tot het Franse koningshuis. In 1209 nam hij deel aan de Eerste Albigenzische Kruistocht. Hij nam deel aan de Engelse expeditie van kroonprins Lodewijk, de latere koning Lodewijk VIII van Frankrijk. Tijdens de slag om Dover viel Guichard ziek en overleed korte tijd later. Zijn lichaam werd naar Frankrijk gebracht en werd begraven in de Abdij van Cluny, een abdij waaraan het huis Beaujeu grote schenkingen had gedaan.
Guichard huwde met Sybille van Henegouwen (1179 - 1217), een dochter van Boudewijn V van Henegouwen. Langs deze weg werd hij een schoonbroer van koning Filips II van Frankrijk en ook van de Latijnse keizers. Het echtpaar had onder anderen volgende kinderen:
- Humbert V van Beaujeu (1197 - 1250)
- Agnès, huwde met Thibault van Champagne
- Sybille, huwde met Renaud IV van Bâgé